# Le Dossier Anderson
Pour plus de détails, voir Fiche technique et Distribution.
Le Gang Anderson (The Anderson Tapes) est un film américain réalisé par Sidney Lumet et sorti en 1971. Il s'agit de l'adaptation du roman The Anderson Tapes (1969) de Lawrence Sanders.

## Synopsis
À sa sortie d'une peine de dix ans de prison, le cambrioleur John Anderson, surnommé « Duke », retrouve sa maîtresse dans un hôtel de luxe à New York. Il reforme rapidement un gang avec l'aide d'un homme d'affaires baignant dans la mafia. Il organise la mise à sac de l'immeuble et de ses richissimes occupants. Malheureusement, Duke est suivi par plusieurs équipes de surveillance qui traquent toutes les personnes qu'il engage pour ce braquage de grande envergure.

## Fiche technique
- Titre français : Le Dossier Anderson
- Titre belge : Le Gang Anderson
- Titre original : The Anderson Tapes
- Réalisation : Sidney Lumet
- Scénario : Frank Pierson, d'après le roman The Anderson Tapes de Lawrence Sanders
- Photographie : Arthur J. Ornitz
- Montage : Joanna Burke
- Musique : Quincy Jones
- Décors : Ben Kasazkow
- Direction artistique : Philip Rosenberg
- Société de production : Columbia Pictures
- Pays de production :  États-Unis
- Genre : Action et thriller
- Durée  99 minutes
- Dates de sortie :
  - États-Unis : 17 juin 1971
  - France : 1er septembre 1971

## Distribution
- Sean Connery (VF : Jean-Claude Michel) : John Anderson
- Christopher Walken (VF : Michel Bedetti) : Kid
- Martin Balsam (VF : Jacques Thébault) : Tommy Haskins
- Dyan Cannon (VF : Monique Thierry) : Ingrid Everley
- Margaret Hamilton (VF : Marie Francey) : Mme Kaler
- Val Avery (VF : Jacques Deschamps) : Socks Parelli
- Conrad Bain : Docteur Rubicoff
- Paul Benjamin : Jimmy
- Alan King (VF : Serge Sauvion) : Pat Angelo
- Ralph Meeker (VF : Claude Bertrand) : le capitaine Delaney
- Garrett Morris (VF : Sady Rebbot) : Sergent Everson
- Richard B. Shull (VF : René Arrieu) : Werner Gottlieb
- Dick Anthony Williams (VF : Bernard Tiphaine) : Spencer
- Stan Gottlieb (VF : Henri Virlogeux) : Pop
- Judith Lowry (VF : Jacqueline Porel) : Mme Hathaway
- Max Showalter : M. Bingham
- Janet Ward : Mme Bingham
- Paula Trueman : une infirmière

## Production
Le tournage a lieu à New York, principalement à Manhattan (Central Park, Chelsea, Port Authority Bus Terminal, Upper East Side, ...), ainsi qu'à Rikers Island et Long Island (château d'Oheka).